# María Alejandra Argento
María Alejandra Argento (Chacras de Coria, Mendoza, 1987) es una jugadora argentina de fútbol sala que participa en la liga italiana Calcio a-5. Integra, además, la Selección femenina de fútbol sala de Argentina, con la que obtuvo el título de subcampeona en la Copa América Femenina de Futsal 2019. 

## Trayectoria profesional
Nació en 1987 en Chacras de Coria, Mendoza. Primero fue jugadora de balonmano y en 2008 viajó a Italia a jugar al futsal femenino. Actualmente integra el equipo Real Grisignano, pero sus primeros pasos los dio en el Poggiomarino de Nápoles. También jugó en el Isolotto de Florencia y en el Sinnai de Roma, con el que se consagró campeona de la copa italiana en 2015.
En 2019 fue convocada por el director técnico Nicolás Noriega para integrar la selección argentina que participó en la Copa América y con la que salió subcampeona.
Además, es entrenadora de este deporte. 